# 二次レーダー

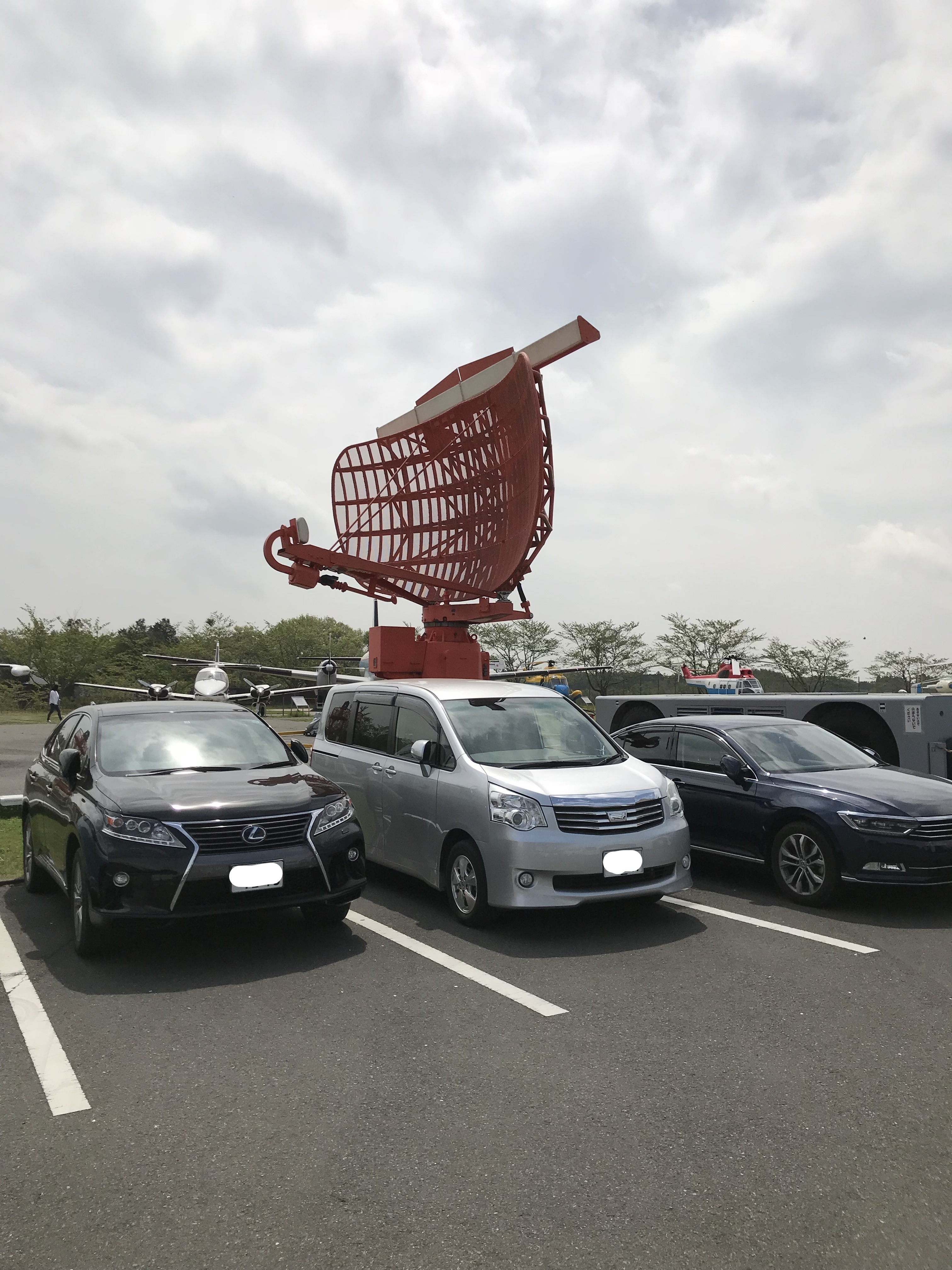
一次レーダーと二次レーダーを組み合わせた空港監視レーダー

二次レーダー（にじレーダー、secondary surveillance radar, SSR）は、質問側となる発信源からの質問信号に対し、応答側の航空機などが搭載するトランスポンダが応答した信号を受信して、必要な情報を得るレーダーシステムである。
電波の物理的な反射を利用した一次レーダーは目標から反射して得られる受信信号が微弱で、発信源は大きな電力や高額な器材を要する。目標側に自動応答送信機となるトランスポンダを搭載すると、発信源は受信信号の電力レベルが大きく得られ、安価に遠距離を捉えるレーダーシステムが構築できる。目標がトランスポンダを搭載しないと二次レーダーはシステムとして成立せず、目標を捉えられない。
一定以上の大きさの航空機は二次レーダー用トランスポンダとしてSIF（Selective Identification Feature）を搭載し、航空管制業務で用いる。

## SIFシステム
回転する一次レーダーアンテナの上に取り付けられた質問アンテナと、アンテナ台に固定された無指向性のサイド・ローブ抑圧（SLS）アンテナを使用する。
質問信号のモード・パルスは1,030メガヘルツ（MHz）で、応答信号のコード・パルスは1,090MHzで送信される。質問信号は2パルスと3パルスの2方式があり、2パルスは最初のP1パルスがSLSアンテナから、最後のP3パルスが質問アンテナから発信される。3パルスは最初のP1と最後のP3パルスが質問アンテナから、P1 - P3間のP2パルスがSLSアンテナから発信される。P1パルスとP3パルスの時間間隔の違いにより、航空交通管制（ATC）用のモードAと高度用のモードCの2つの質問信号が二次レーダーから発信される。質問信号を航空機の無指向性のATCアンテナで受信したトランスポンダは、4桁の応答コードと自機の高度を2つのフレーミングパルスの間に挟む12個の情報パルスで構成された応答信号を、同じATCアンテナで送信する。質問側は受信した応答信号を一次レーダーの機影とともに4桁の応答コードと高度を表示する。
トランスポンダによる応答は自動的に行われ、トランスポンダが質問信号を受信してから応答信号を送信するまでの時間と応答信号は厳密に定義されており、質問側は応答側の距離と方向を知ることができる。発着が多い空港周辺空域を管理するターミナル管制は、二次レーダーが得た飛行情報をターミナルレーダー情報処理システム（Automated Radar Terminal System, ARTS）で処理し、4桁の応答コードの他に便名・高度・速度など航空機の状態を得る。